# Diego Camacho (calciatore)
Diego Camacho Quesada (Madrid, 3 ottobre 1976) è un ex calciatore spagnolo, di ruolo centrocampista.